# 伯恩附近穆里

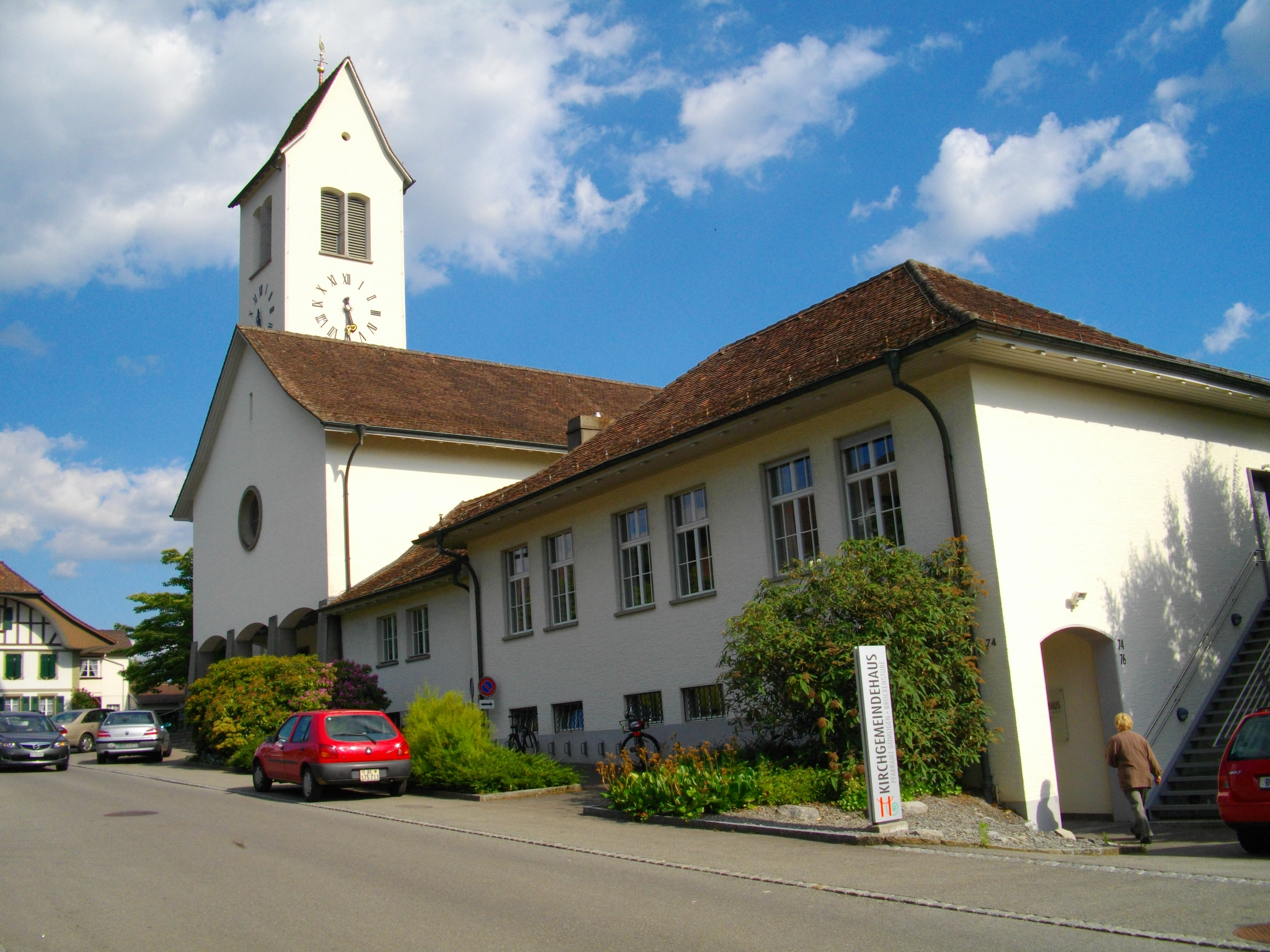

伯恩附近穆里（德語：Muri bei Bern）是瑞士的城鎮，位於該國中西部，由伯恩州負責管轄，面積7.63平方公里，海拔高度558米，2011年人口12,686，六成人口信奉基督教，人口密度每平方公里1663人。

## 外部連結
- Official website（页面存档备份，存于） （德文）
- Website of Villa Mettlen（页面存档备份，存于） （德文）
- Bärtschihus recreation and youth center（页面存档备份，存于） （德文）